# Meister der Saint Louis-Madonna
Als Meister der Saint Louis-Madonna (engl. Master of the St. Louis Madonna) wird ein Maler der Italienischen Frührenaissance bezeichnet, der ungefähr zwischen 1475 und 1500 in Florenz tätig war.
Der namentlich nicht sicher bekannte Meister der Saint Louis-Madonna erhielt seinen Notnamen nach einem Altarbild, das er um 1486 gemalt hat. Es stellt die Madonna mit Kind, den heiligen Erzbischof Ludwig von Toulouse und den Apostel Thomas sowie die Stiftern des Bildes dar und findet sich heute im Saint Louis Art Museum.

## Werke
Dem Meister der Saint Louis-Madonna wurden und werden zahlreiche weitere Werke zugeschrieben, darunter in der Kunstgeschichte öfter diskutierte Werke in bekannten Museen wie beispielsweise die Krönung Mariens mit Heiligen im Keresztény Múzeum in Esztergom, eine Madonna mit Kind und Engeln in der Courtauld Gallery in London oder eine Madonna mit Kind und Heiligen in der Gemäldegalerie Berlin. Bei Auktionen werden Werke unter dem Namen des Meisters vorgestellt und versteigert. Allerdings bleibt umstritten, welche der dem Meister zugeschriebenen Werke alleine aus seiner Hand stammen oder bei welchen es sich um ein Gemeinschaftswerk oder Werk eines Anderen aus der Werkstatt bekannter Maler wie Domenico Ghirlandaio, Neri di Bicci oder Sebastiano Mainardi handelt. Daher bleibt ein genauer Werkkatalog des Meisters der Saint Louis-Madonna umstritten.

## Identifizierung
Es wurden verschiedene Vorschläge zur namentlichen Identifizierung des Malers des Madonnenbildes in St. Louis gemacht, bis dann eine schon in der frühen Kunstgeschichte gemachte Gleichsetzung dieses Malers mit Davide Ghirlandaio teilweise angenommen wurde. Davide war ein Bruder von Domenico Ghirlandaio und wohl in dessen Werkstatt oder Umfeld in Florenz tätig. Ob allerdings das Madonnenbild in Saint Louis tatsächlich von ihm stammt, bleibt umstritten, daher wird weiterhin in der Kunstgeschichte die eigenständige Persönlichkeit eines Meisters der Saint Louis-Madonna vorgeschlagen und untersucht.